# French Open 2012/Damendoppel-Rollstuhl
Das Damendoppel (Rollstuhl) der French Open 2012 war ein Rollstuhltenniswettbewerb in Paris und fand vom 6. bis zum 8. Juni statt.
Titelverteidigerinnen waren Sharon Walraven und Esther Vergeer.

## Setzliste
| Nr. | Paarung                         | Erreichte Runde |
| --- | ------------------------------- | --------------- |
| 01. | Annick Sevenans Sharon Walraven | Halbfinale      |
| 02. | Marjolein Buis Esther Vergeer   | Sieg            |

## Hauptrunde
Zeichenerklärung
- Q = Qualifikant
- WC = Wildcard
- LL = Lucky Loser
- ITF = qualifiziert über ITF-Ranking
- ALT = alternate (Ersatz)
- PR = Protected Ranking
- SE = Special Exempt
- r = retired (Aufgabe)
- d = Disqualifikation
- w.o. = walkover
- [ ] = Match-Tie-Break

|  | Halbfinale | Halbfinale                      | Halbfinale | Halbfinale | Halbfinale |  |  | Finale | Finale                        | Finale | Finale | Finale |
|  |            |                                 |            |            |            |  |  |        |                               |        |        |        |
|  |            |                                 |            |            |            |  |  |        |                               |        |        |        |
|  | 1          | Annick Sevenans Sharon Walraven | 3          | 2          |            |  |  |        |                               |        |        |        |
|  |            | Sabine Ellerbrock Yui Kamiji    | 6          | 6          |            |  |  |        |                               |        |        |        |
|  |            |                                 |            |            |            |  |  |        | Sabine Ellerbrock Yui Kamiji  | 0      | 1      |        |
|  |            |                                 |            |            |            |  |  | 2      | Marjolein Buis Esther Vergeer | 6      | 6      |        |
|  |            | Jiske Griffioen Aniek van Koot  | 3          | 3          |            |  |  |        |                               |        |        |        |
|  | 2          | Marjolein Buis Esther Vergeer   | 6          | 6          |            |  |  |        |                               |        |        |        |
|  |            |                                 |            |            |            |  |  |        |                               |        |        |        |